# René Camard
René Baptiste Camard est un footballeur français né le 8 février 1887 à Paris 7e, et sélectionné une fois en équipe de France de football contre la Belgique en avril 1907 (victoire de la France 2 à 1). À cette occasion, il aide l'avant-centre André François à marquer le but de la victoire en poussant le gardien belge Robert Hustin dans ses buts.
Finaliste du championnat de France de football USFSA 1912 et capitaine de l'AS Française, ce sportif accompli (il pratique le plongeon et joue à la pelote basque) de petit format (1,57 m) évolue durant sa carrière footballistique au poste d'ailier.
Représentant de commerce avant la guerre, il rejoint comme sergent le 329e régiment d'infanterie. Il est blessé par une balle de shrapnel à l’épaule à Guise en août 1914 avant d'être tué au combat le 16 mars 1915 dans le secteur de Carnoy lors de la Première Guerre mondiale,. «Il a trouvé une mort glorieuse en encourageant ses hommes à la résistance pendant le combat pour la possession d’un entonnoir creusé par un fourneau de mine ennemi», rappelle l’armée à son sujet. La Croix de guerre lui est décernée à titre posthume
Il laissera son nom à un prix René-Camard organisé en 1917 pour des épreuves d’athlétisme, puis à une coupe Camard en septembre 1917, réservée aux équipes inférieures (réserve et séries) de football. .

## Distinctions
- Croix de guerre 1914–1918, étoile d'argent.

## Clubs
- Red Star
- AS Française
- Le Havre AC[5]